# Smart File System
A Smart File System (röviden: SFS; néhol: Smart Filesystem) egy Amiga számítógépek, illetve AmigaOS-szerű operációs rendszerek számára kifejlesztett naplózó fájlrendszer. A fejlesztés az amigák gyári fájlrendszereihez (pl. FFS) képest bővebb funkcionalitást, jobb teljesítményt, skálázhatóságot és adatintegritást célozta. A szoftver forráskódja nyilvános LGPLv2 licenc alatt.

## Hardver-követelmények
Az SFS működéséhez minimum 100 KB memória és legalább Motorola 68020 vagy azzal kompatibilis processzor szükséges.

## Működés
Az SFS 512 bájttól (29) 32768-ig (215) terjedő blokkméretet használhat, mellyel maximálisan 128 GB partíció kezelhető. Az amigák eredeti fájlrendszeréhez (OFS), illetve annak továbbfejlesztett változatához (FFS) képest jobb teljesítményt nyújt, illetve a fájlrendszerben fellépő hiba esetén nem igényel hosszadalmas "validálást". Ezt több programkönyvtár egyetlen blokkba, illetve a metaadatok klaszterekbe szervezésével érték el. A fájlrendszerben meglévő üres területek, illetve töredezettség nyomonkövetésére az SFS bittérképet alkalmaz a B-fa struktúrához hasonló B+fa elrendezésben.
Az SFS a fájlrendszer és az abban lévő adatok integritása érdekében a végrehajtott műveleteket (tranzakciókat) bizonyos időközönként naplózza (loggolja). Ebből kifolyólag, rendszerösszeomlás esetén a következő rendszerindulás és a fájlrendszer felcsatolása (mountolása) után nyoma marad a korábbi befejezetlen műveletnek és így lehetséges visszaállítani a rendszert az utolsó ismert, konzisztens állapotába. Teljesítmény okokból a teljes integritás csak a metaadatokra biztosított, az adatfájlok tényleges tartalma továbbra is sérülhet egy félbeszakadt írási folyamat során, de ez az OFS és FFS fájlrendszerekhez képest sokkal ritkábban fordul elő.
Az SFS a fentieken túl — a többi Amiga fájlrendszertől eltérően — képes a menet közbeni töredezettség-mentesítésre, még zárolt állományok esetén is. Ez a folyamat szinte teljesen észrevétlenül zajlik (kivéve azt a tárterületet, ahol éppen dolgozik) és bármikor leállítható. A metadatok és a normál adatok integritása egyaránt biztosított. A fájlrendszer akár teljes állományokat is áthelyezhet a töredezettség-mentesítés során.
A fájlrendszer a törölt fájlokat egy elkülönített könyvtárban tárolja az esetleges helyreállítás érdekében.

## Alkalmazásai
Az SFS fájlrendszer teljes értékű használatát a következő operációs rendszerek támogatják:
- AmigaOS 3.x: A Fast Filesystem (FFS) mellett, illetve helyett használható az SFS gyorsabb alternatívaként.[10]
- AmigaOS 4.x: A Fast Filesystem 2 (FFS2) mellett, illetve helyett használható az SFS gyorsabb alternatívaként.[1]
- MorphOS: Az operációs rendszer alapbeállítású fájlrendszere az SFS.[11]
- AROS: Az operációs rendszer alapbeállítású fájlrendszere az SFS.[12]

Egyéb szoftvertámogatás:
- GNU GRUB: A GRUB rendszertöltő alkalmazás natívan támogatja az SFS fájlrendszert.[13]
- UEFI: Léteznek szabad (free) illesztő-programok UEFI-ből történő használatra.[14]

## Történet
Az SFS fejlesztése 1993-ban kezdődött. John Hendrikx először assembly nyelven kezdett fejleszteni egy fájlrendszert, mely megfelelően működött, de a növekvő komplexitás és néhány tervezési hiba folytán sosem került kiadásra. E helyett 1996-ban C programozási nyelven kezdett bele újból. Ez esetben Marcel Offermans közreműködésével készült el a szoftverterv (design).
Az alapok lefektetése után az érdemi fejlesztés 1997 során zajlott, majd 1998. augusztus 4-én adta ki a fájlrendszer első, 0.67 béta (freeware) változatát. Az intenzív fejlesztésnek köszönhetően 1998 november 9-ére az 1.13-as verziót, majd egy nagyobb kihagyás után 1999. március 28-án az 1.58-as változatot érte el a szoftver. Az addig hiányzó fájlrendszer javító, illetve fájl-helyreállító funkciót Jörg Strohmayer töltötte be SFSsalv nevű felhasználói programjával.
Hendrikx 2000-ben felhagyott a fejlesztéssel és elhagyva az Amiga-szcénát, közzétette az SFS forráskódját. A fájlrendszer fejlesztése ezután ágakra (forkokra) bomlott a támogatott operációs rendszerek szerint, így létezik AmigaOS 3, AmigaOS 4, MorphOS, illetve AROS forkja. A forkoknak eltérő jellemzőik vannak, de kompatibilisek egymással. Ezek mellett létezik SFS Linux driver is (olvasás; írás csak kísérleti jelleggel), de ennek fejlesztése megakadt 2008 végén.
Az SFS egyike a máig használt független fejlesztésű Amiga fájlrendszereknek.